# Ecografia obstètrica
L'ecografia obstètrica o ecografia prenatal és l'ús de l'ecografia mèdica durant l'embaràs, en què s'utilitzen ones sonores per crear imatges visuals en temps real de l'embrió o fetus en desenvolupament a l'úter. El procediment és una part estàndard de l'atenció prenatal a molts països, ja que pot proporcionar una gran varietat d'informació sobre la salut de la mare, el moment i el progrés de l'embaràs i la salut i el desenvolupament de l'embrió o el fetus.
La International Society of Ultrasound in Obstetrics and Ginecology (ISUOG, o Societat Internacional d'Ecografia en Ginecologia i Obstetrícia) recomana que a les dones embarassades se'ls facin ecografies obstètriques rutinàries entre l'edat gestacional de 18 setmanes i 22 setmanes (l'anàlisi d'anatomia) per confirmar la data de l'embaràs, per mesurar el fetus de manera que es produeixin anomalies del creixement es pot reconèixer ràpidament més endavant durant l'embaràs i avaluar si hi ha malformacions congènites i embarassos múltiples (bessons, etc.). A més, l'ISUOG recomana que les pacients embarassades que desitgin proves genètiques facin ecografies obstètriques entre les 11 setmanes i les 13 setmanes i 6 dies d'edat gestacional als països amb recursos per realitzar-les (l'exploració nucal). Realitzar una ecografia en aquesta etapa inicial de l'embaràs pot confirmar amb més precisió el moment de l'embaràs i també pot avaluar si hi ha múltiples fetus i anomalies congènites importants. La investigació demostra que l'ecografia obstètrica rutinària abans de les 24 setmanes d'edat gestacional pot reduir significativament el risc de no reconèixer gestacions múltiples i pot millorar la datació de l'embaràs per reduir el risc d'inducció del part durant l'embaràs de 41 setmanes o més. No obstant això, no hi ha diferències en la mort perinatal (excloses les malformacions letals).